# 特种旅 (维希法国)
特种旅（法語：Brigades spéciales）是二战期间维希法国政府下辖的一支警力，成立於1940年3月，特别旅负责镇压共产主义活动以及专门负责追捕法國抵抗運動成员、持不同政见者、越狱囚犯、犹太人以及逃避义务劳动者。特别旅归中央综合情报局指挥，与德方的民事、秘密以及军事警察秘密战地警察直接合作。特别旅总部位于巴黎警察总局大楼一层35号房间。特种旅曾对嫌犯进行过刑讯逼供。
法国被盟軍攻佔後，原属于特别旅的150名警官遭到起诉。原属于特别旅的64名督查被判刑，其中有22人被判处死刑，最终有10人被处决。